# Van de Vivere
Van de Vivere, von de Vivere of Von Devivere is een geslacht waarvan leden onder de Oostenrijkse Nederlanden in de adel werden opgenomen. Van 1856 tot 1885 behoorden leden tot de Belgische adel en sinds 1999 behoren leden tot de Nederlandse adel.

## Geschiedenis
In de zestiende eeuw behoorde al een Jan van de Vivere tot de intellectuele bovenlaag van Gent. Hij schreef rond 1585 een 'Chronicke'.
Er was ook de graveur-tekenaar, kunst- en glasschilder Jacobus Van de Vivere die als protestant met zijn gezin de wijk nam naar Middelburg. Zijn zoon, Jacob van de Vivere (Gent, 1572 - Amsterdam, 1640), werd arts en apotheker, en een bekend auteur van didactische werken, onder de naam Viverius.
Of deze van de Viveres tot dezelfde familie behoorden als de hierna genoemden, is niet uitgemaakt.
De gedocumenteerde stamreeks begint met de in 1625 te Gent overleden Jan van de Vivere. Een zoon (of kleinzoon) van hem, François van de Vivere (1618-1695) was de eerste van zijn geslacht met een bestuursfunctie in Gent.
De volgende generaties leverden, tot op het einde van het ancien régime, griffiers, pensionarissen en advocaten aan de stad Gent of aan andere in Gent gevestigde besturen, zoals de Raad van Vlaanderen.
In de revolutieperiode stelden de leden van de familie zich duidelijk op als keizersgezinden en als tegenstanders van de Franse revolutie. Verschillende onder hen emigreerden en sommigen vestigden zich definitief in Duitsland.
Egide van de Vivere, griffier van de Raad van Vlaanderen, emigreerde in 1794 naar Rome en deed er historisch onderzoek. Hij werd in 1825 lid van het Filologisch College van Rome dat onder meer de beroepsprocedures behandelde betreffende het kerkelijk 'imprimatur'. Hij werd in Rome tot priester gewijd en kreeg een pauselijke baronstitel.
De maatschappelijke status van de familie lijkt onder de opeenvolgende regimes enigszins te hebben geleden. Gedurende twee generaties werd niet om adelserkenning gevraagd. Vaak waren de te betalen patentrechten een hindernis. Pas in 1856 vroegen twee afstammelingen opnieuw adelserkenning aan.

## Adel

### Oostenrijkse Nederlanden
In 1780 werd advocaat Charles Ignace van de Vivere, door keizerin Maria Theresia verheven in de Zuid-Nederlandse adel. In 1792 werd aan Jacques-Bernard van de Vivere de titel van ridder verleend, overdraagbaar op alle mannelijke afstammelingen.

### Belgische tak
Bij Koninklijk Besluit van 17 april 1856 werden de broers Frédéric Hubert Marie Gérard Joseph Ghislain Constantin (1824-1885) en Philippe Auguste Joseph Ghislain van de Vivere (1828-1857) erkend te behoren tot de Belgische adel, met de titel van ridder, overdraagbaar op alle mannelijke afstammelingen. Aangezien beiden ongetrouwd en zonder afstammelingen bleven, stierf deze tak in 1885 uit.

### Nederlandse tak

Familiewapen van Von Devivere

De halfbroers Hans von Devivere en Marcel von Devivere werden bij Koninklijk Besluit van 17 juli 1999 met hun afstammelingen in de Nederlandse adel ingelijfd op grond van het adelsdiploma van 1 juli 1792 van keizer Frans II in zijn hoedanigheid van koning van Hongarije. De riddertitel is overdraagbaar op alle mannelijke afstammelingen en het predicaat jonkvrouw op alle vrouwelijke.

## Enkele telgen
Jan van de Vivere (†1625)
- François van de Vivere (1618-1695), raad en pensionaris van de Keure in Gent
  - Jean Baptiste van de Vivere (1643-1714), raadpensionaris van de magistraat in Gent
    - Marie-François Corneille Joseph van de Vivere (1684-1755), heer van Darupt, advocaat bij de Raad van Vlaanderen
      - Guillaume Joseph van de Vivere (1728-1787), advocaat bij de Raad van Vlaanderen
      - Charles Ignace van de Vivere (ca. 1730-1798), licentiaat in de rechten aan de universiteit van Leuven (1752), advocaat bij de Raad van Vlaanderen, kreeg in 1782 toelating van de bisschop van Gent om dagelijks de Mis te laten opdragen in zijn huiskapel. Hij emigreerde in 1796 en overleed in ballingschap
        - Egide van de Vivere (1760-1826), griffier van de Raad van Vlaanderen, behaalde in 1782 in Leuven zijn diploma in de rechten. Hij was de anonieme auteur in 1794 van het historisch werk over de Gentse koninklijke academie voor teken-, schilder- en bouwkunst. In 1794 emigreerde hij naar Rome.

      - Jacques Bernard ridder van de Vivere (1734-1794), advocaat bij de Raad van Vlaanderen. Hij was een weldoener van het klooster der dominicanen in Gent en was lid van de Gentse vrijmetselaarsloge La Constante Union.
        - Jean-Baptiste van de Vivere (1759-1831). In 1780 was hij student in Leuven en promoveerde er tot licentiaat in de rechten. Hij was zeer keizersgezind en werd in 1792 schepen van Gedeele in Gent. Om een of andere reden verwaarloosde hij het om adelserkenning aan te vragen onder het Verenigd Koninkrijk der Nederlanden.
          - Joseph Jean Hubert van de Vivere (1787-1841), kapitein bij de infanterie. Hij verwaarloosde, zoals zijn vader, adelserkenning aan te vragen, zowel onder het Nederlandse als onder het Belgische bestuur. Hij werd niettemin vaak als 'ridder' vermeld.
            - Frédéric Hubert Marie Gérard Joseph Ghislain Constantin ridder van de Vivere (1824-1885), attaché bij het ministerie van Openbare werken, werd in 1856 erkend te behoren tot de Belgische adel met de titel ridder
            - Philippe Auguste Joseph Ghislain ridder van de Vivere (1828-1857), substituut-procureur des Konings in Charleroi en in Doornik, werd in 1856 erkend te behoren tot de Belgische adel met de titel ridder

        - Anselm Francois Joseph ridder van de Vivere (1764-1833),[bron?] in 1792 leenman van de kasselrij Oudburg, schepen van Gent, emigreerde in 1794 naar Duitsland en bleef er wonen.
          - Johann Franz August Maria Anton ridder von Devivere (1798-1878), burgemeester
            - Diedrich Franz Ferdinand Maria Johann ridder von Devivere (1842-1894), majoor
              - Wilhelm Hans Georg Diedrich Franz ridder von Devivere (1875-1936), administrateur in Nederlands-Indië
                - Diedrich Emile Eduard ridder von Devivere (1908-1966), scheepsarts, kno-arts
                  - Hans ridder von Devivere (1939-2023), ingelijfd in 1999 in de Nederlandse adel (Diploma 25 februari 2000)
                  - ir. Marcel ridder von Devivere (1956), ingelijfd in 1999 in de Nederlandse adel (Diploma 25 februari 2000)

## Voetnota
1. ↑  F. De Potter (ed.), Chronijcke van Ghendt door Jan van de Vivere (Gent, 1885)

Alewijn † ·
Du Bus † ·
De Bye ·
Van de Vivere · 
Van der Heim † ·
Huyssen van Kattendijke ·
Van Lockhorst † ·
De Maurissens † ·
Pauw † ·
De Plevits † ·
Van Rappard · 
Van der Renne † ·
Van Rosenthal ·
De van der Schueren ·
De Stuers ·
De Thier ·
De Warzée d'Hermalle † ·
Van Westreenen van Tiellandt † 

Geslachten die tot de adel van het Koninkrijk der Nederlanden behoren of hebben behoord. Lijst volgens opgave van de Hoge Raad van Adel. †: Geslacht uitgestorven of titel vervallen.